# Trues næbhval
Trues næbhvalen (Mesoplodon mirus) er en art i familien af næbhvaler i underordenen af tandhvaler. Dyret bliver 4,9-5,3 m langt og vejer 1-1,5 t. En nyfødt unge er omkring 2 meter lang.
Trues næbhval lever i små grupper i kølige havområder med stor vanddybde. Det samlede antal er ukendt, men formentlig meget begrænset. Dyrene er opdelt i to bestande, hvis udbredelse er begrænset til den nordlige del af Atlanterhavet og den sydlige del af Det Indiske Ocean mellem Afrika/Madagaskar og Australien. De to bestande antages at være to forskellige under-arter.